# 金於俊
金 於俊（キム・オジュン、朝鮮語: 김어준、1968年12月6日 - ）は、大韓民国のジャーナリスト、時事評論家、YouTuber。1998年に『タンジ日報（딴지일보）』を創刊し、同紙をはじめ、『ハンギョレ』、文化放送、SBS、TBS交通放送など様々なメディアや放送で活動している。本貫は金海であり、生まれは慶尚南道鎮海市である。

## 経歴
1968年12月4日に、キム・ジョイン（김조인）とイ・ボキム（이복임）の間に生まれた。公務員であった父親に従い、小学校卒業後、中学2年生までアメリカ合衆国で生活した。父は非常に保守的で人文学的素養があり、母は人文素養よりも非常に快活で度量が大きかったといい、本人によると性格は母、頭は父を似ているという。
本貫は金海金氏で、防衛兵として兵役を務めた。
ソウル特別市の文一高等学校を1987年に卒業し、二浪して弘益大学校に進んで工学学士を取得した。
大韓民国で海外旅行の自由化がおこなわれたばかりの時点でバックパック旅行を始め、80か国を訪れた。旅行中には、地下鉄の中で新聞を販売したり、バックパック旅行説明会、闇両替商、宿泊業など各種アルバイトをして経費を儲けており、その当時の経験は講演や相談などでもよく紹介している。
2011年10月にMBC標準FM (95.9MHz) の『김어준의 색다른 상담소（キム・オジュンの色違いの相談所）』を降板して以来、5年ぶりに地上波ラジオの進行役を打診され、2016年9月26日からTBS交通放送で『김어준의 뉴스공장（キム・オジュンのニュース工場）』の進行役となった。
ナヌンコムスダ活動をしたためチュ・ジヌとともに公職選挙法違反で起訴された事件では、国民参与裁判による陪審員評決に従い無罪が確定した。（大法院2015年度1271）
キム・オジュンは、2024年12月3日に非常戒厳令が出された際には、戒厳軍の14人の逮捕リストの中に含まれていたが、事前に情報を察知し、難を逃れた。

## 学歴
- 1981年 青龍初等学校（朝鮮語版） 卒業
- 1984年 輪中（ユンジュン）中学校（朝鮮語版） 卒業
- 1987年 文一（ムンイル）高等学校 卒業
- 1995年 弘益大学校 電気工学科 学士

## 出演放送

### 現在継続中の YouTube
- 2017年11月24日開始 - 김어준의 다스뵈이다
- 2023年1月9日開始 - 김어준의 겸손은 힘들다 뉴스공장（キム・オジュンの謙遜は大変だニュース工場）

### 過去のメディア出演

#### ラジオ
- 2004年 - 저공비행（CBSラジオ、DJ）
- 2005年 - 시사자키 오늘과 내일（CBSラジオ、DJ）
- 2006年5月1日-2008年3月28日 - 김어준의 뉴스N조이（SBS Love FM（朝鮮語版）、DJ）
- 2010年10月-2011年9月 - 두시의 데이트 윤도현입니다（MBC FM4U、「연애와 국제정치（恋愛と国際政治）」コーナーゲスト）
- 2011年5月9日-10月21日 - 김어준의 색다른 상담소（MBC標準FM、DJ）
- 2016年9月26日-2022年12月30日 - 김어준의 뉴스공장（交通放送、DJ）

#### インターネット放送
- 2009年6月23日-2013年3月16日[注釈 1] - 김어준의 뉴욕타임스（ハンギョレ ハニTV (하니TV)、進行役)
- 2014年3月14日-2017年10月28日 - 김어준의 KFC → 김어준의 Papa is（シーズン1）（ハニTV）

#### ポッドキャスト
- 2011年4月-2012年12月18日 - 나는 꼼수다（タンジラジオ、進行役）

#### テレビ
- 2017年11月4日-5日、2018年1月18日-8月2日 -김어준의 블랙하우스 (SBS TV)

## 論難

### ミートゥー運動に対する陰謀論の提起
2018年2月25日、キム・オジュンは自身のポッドキャスト放送「ダスボーイダ（다스뵈이다）」で、ミートゥー運動が文在寅政権の分裂のための工作に使用されるとする陰謀論を広げた。
これに対し、陳重権東洋大学校教授がChannel Aの時事番組『외부자들』に出演し、陣営論理的陰謀論だと批判した。

### 新型コロナウイルス感染症（2019年）関連の発言
2020年3月6日、「TBSキム・オジュンのニュース工場（TBS 김어준의 뉴스공장）」の映像の中で、キム・オジュンは「昨日、大邱のコロナの確定者の割合は大邱市民560人に1人になりました。このような傾向なら、来週は400人、300人に1人でコロナの確定者が大邱から出てくるでしょう。中国が本当に問題なら、人口2,300万首都圏はなぜ10万人当たり1人しか確定者が出ないのでしょうか? 数字が明らかに言っているのです。私たちのコロナ事態は大邱事態であり、新天地事態だということを。それが変なのです。保守野党はなぜ大邱市民が要求する強制捜査をするよう検察に圧力をかけないのでしょうか? 検察はなぜ動かないのか? 言論はなぜ彼らを批判しないのか?」といった発言を通じて、暗にコロナ事態の責任を大邱市民たちと新天地教の人たちに負わせようとしたのではないか、という非難を受けた。大邱地域の言論はキム・オジュンを批判したが、TBS側は「新種コロナウイルス感染症の拡散が地域的には大邱に、社会的には新天地という宗教の特殊性から始まっているだけに、大邱市民の安全を守るための防疫対策もこの2つ視点に焦点を合わせなければならないという点を強調するために「大邱事態、新天地事態」と表現したもの」だと釈明した。

## おもな著書

### 単著
- 딴지일보(1~4), 1998年/1999年 ISBN 9788976762887, ISBN 9788976762894, ISBN 9788976762900, ISBN 9788976762962
- 건투를 빈다: 김어준의 정면돌파 인생매뉴얼, 2008年11月 ISBN 9788971847985
- 닥치고 정치, 2011年10月 ISBN 9788971848685

### 共著
- 쾌도난담, 2000年10月 ISBN 9788995083444
- 거꾸로, 희망이다: 혼돈의 시대, 한국의 지성 12인에게 길을 묻다, 2009年6月 ISBN 9788996268802
- 화: 6인 6색 인터뷰 특강, 2009年8月 ISBN 9788984313507
- 아뿔싸, 난 성공하고 말았다: 21세기 한국사회에서 스펙 없이 실현가능한 진실 석세스 스토리, 2009年11月 ISBN 9788964069028
- 쉘 위 토크: 대립과 갈등에 빠진 한국사회를 향한 고언》, 2010年2月 ISBN 9788959401765
- 진보의 재탄생: 노회찬과의 대화, 2010年2月 ISBN 9788996217541
- 소울푸드, 2011年10月 ISBN 9788997162055
- 내가 걸은 만큼만 내 인생이다, 2011年10月 ISBN 9788984315099
- 나는 꼼수다 1, 2012年1月
- 나는 꼼수다 2, 2012年4月

### その他
- 딴지 졸라스페셜, 2000年8月
- 베껴 쓰기로 연습하는 글쓰기 책, 2010年10月（寄稿） ISBN 9788963895246
- 여행하면 성공한다, 2011年5月（事例掲載） ISBN 9788996622611
- 공감의 한줄, 2011年10月（語句掲載） ISBN 9788996283744

## 映画
- 2017年 - 더 플랜
- 2017年 - 저수지게임
- 2018年 - 그날 바다
- 2020年 - 유령선